# 리토랄주 (베냉)

리토랄주

리토랄주(프랑스어: Littoral)는 베냉 남부에 위치한 주로, 주도는 코토누이며 면적은 79km2, 인구는 1,902,117명(2013년 기준)이다. 베냉에서 면적이 가장 작은 주이다.
1999년 아틀랑티크주에서 분리되어 신설되었다. 1개 지방 자치체(코토누)를 관할한다.